# Parc Alcosa
Barri Orba, també anomenat Parc Alcosa, és un barri d'Alfafar que se situa a sud-oest del terme, físicament encaixat entre els termes de Benetússer pel Nord i Massanassa pel Sud, separat del nucli històric d'Alfafar per la carretera N-340, l'Antic Camí Real de Madrid. El nom és l'acrònim de l'empresa promotora, Alfredo Corral SA.
Es va començar a construir el 1965 a partir de la carretera i creixent cap a l'Oest fins al límit actual de la séquia de Favara, que suposa el límit oest amb el terme interurbà de Paiporta.

## Urbanisme
Consta d'unes 3.000 vivendes i aproximadament 6.000 veïns. El traçat dels carrers i la disposició dels blocs és ortogonal. Està format quasi totalment per blocs d'edificis de 3 ó 5 alcades, totes de la mateixa mida, 60 ó 90 metres quadrats.